# Hollanda Dénes
Hollanda Dénes (Kézdialbis, 1939. február 28.) erdélyi magyar gépészmérnök, egyetemi tanár.

## Életpályája
Gépgyártás-technológia szakot végzett a brassói egyetemen (akkor Politechnikai Intézet) 1963-ban.
1963 és 1977 között ugyanott laboratóriumi főnök, majd tanársegéd, adjunktus és docens (előadó tanár). 1972-től a műszaki tudományok doktora. 1977-től a marosvásárhelyi Műszaki Főiskola tanára, majd tanszékvezetője. 1979 és 1984 között, 1990-ben és 1996–1998 dékán, 1990 és 2000 között a már Petru Maior Egyetem néven működő intézet tanára. 2000-től 2009-ig a Sapientia Erdélyi Magyar Tudományegyetem tanára és marosvásárhelyi kar dékánja.

## Munkássága
Kutatási területei: fogazó szerszámok és szerszámgépek, kúpfogaskerekek kapcsolatelmélete, kúpfogaskerekek gyártása és profilellenőrzése. Négy tankönyv és tizenegy egyetemi jegyzet, több mint 100 szakcikk szerzője, 37 kutatási szerződés vezetője.
1990-től foglalkozott az erdélyi magyar nyelvű műszaki felsőoktatás problémáival, a Sapientia marosvásárhelyi campusának megálmodója és dékánként megvalósítója.

### Könyvei
- Hollanda, D., Mehedinţeanu, M., Ţăru, E., Oancea, N.: Aşchiere şi scule aşchietoare. Editura didactică şi pedagogică, Bucureşti, 1982, 368 pag.
- Mehedinţeanu, M., Hollanda, D., Sporea, I.: Tehnologie mecanică şi maşini unelte. Editura didactică şi pedagogică, Bucureşti, 1982, 298 pag.
- Hollanda, D., Máté M.: Aşchiere şi scule. Editura Universităţii „Petru Maior”, 2004, ISBN 973 - 8084-95-4, 196 pag.
- Hollanda Dénes: A forgácsolás alapjai. Scientia Kiadó, Kolozsvár, 2008, ISBN 978-973-1970-01-1, 176 o.
- Hollanda Dénes: Egy élet a közösség szolgálatában, [1] Hollanda Alapítvány, Koronka, 2024. ISBN 978-973-0-39673-7

## Fontosabb kitüntetései
- Magyar Köztársasági Érdemrend középkeresztje, 2002.
- Marosvásárhely díszpolgára, 2005[2]
- Arany János-érem, MTA, 2012.[3]
- Bocskai István-díj, Sapientia EMTE, 2014.[4]
- A Tudomány Erdélyi Mestere díj, KAB, 2022[5]